# يحيى بوعزيز
يحي بوعزيز كاتب وباحث في التاريخ الجزائري، أستاذ التاريخ جامعي. ولد سنة 1929 بقرية أمزراراق، بلدية الماين بولاية برج بوعريريج. توفي يوم الأربعاء 07 نوفمبر 2007 بمدينة وهران عن عمر يناهز 78 سنة.

## الدراسة
حفظ القرآن الكريم وتعلم مبادئ اللغة العربية على يد والده الحاج عبد الرحمن.

## مشواره العلمي
- سنة 1949 التحق بجامع الزيتونة بتونس.
- سنة 1962 نال شهادة اللسانس من جامعة القاهرة
- سنة 1976 تحصل على شهادة دكتوراة دولة في التاريخ بجامعة الجزائر العاصمة

## المناصب التي تقلدها
- عضو في المجلس الإسلامي الأعلى بالجزائر
- أستاذ في مادة التاريخ بجامعة وهران
- كاتب في جريدة الشعب

## مؤلفاته
- ثورات الجزائر في القرنين 19 - 20 م. دار البعث، الجزائر، 1980 م.
- الأمير عبد القادر : رائد الكفاح الجزائري. الجزائر، الشركة الوطنية للنشر والتوزيع، 1983 م.
- كفاح الجزائر من خلال الوثائق. المؤسسة الوطنية للكتاب، الجزائر، 1986 م.
- الاتجاه اليميني في الحركة الوطنية الجزائرية من خلال نصوصه 1912 ـ 1948 م. ديوان المطبوعات الجامعية، الجزائر، 1987 م.
- وصايا الشيخ الحداد ومذكرات ابنه سي عزيز. المؤسسة الوطنية للكتاب، الجزائر، 9891 م.
- مع تاريخ الجزائر في الملتقيات الوطنية والدولية. ديوان المطبوعات الجامعية، الجزائر، 1999 م.
- اعلام الفكر والثقافة في الجزائر المحروسة. دار الغرب الإسلامي، بيروت، 1415 / 1995 م.
- الاتهامات المتبادلة بين ميصالي حاج واللجنة المركزية وجبهة التحرير الوطني 1946 ـ 1962. دار هومه، الجزائر، 1421 / 2001 م.
- سياسة التسلط الاستعماري والحركة الوطنية 1830-1954. ديوان المطبوعات الجامعية، بن عكنون، الجزائر، 2007 م.
- علاقات الجزائر الدولية مع دول ومماليك أوروبا 1500 ـ 1830 م.
- مدينة وهران عبر التاريخ.
- الموجز في تاريخ الجزائر.
- فضاء في رحلة العمر.
- موضوعات وقضايا من تاريخ الجزائر والعرب. ج 1. ديوان المطبوعات الجامعية، الجزائر.
- موضوعات وقضايا من تاريخ الجزائر والعرب. ج 2. دار الهدى، الجزائر.
- الثورة في الولاية الثالثة التاريخية (أول نوفمبر 1954 ـ 19 مارس 1962 م). دار الأمة للطباعة والنشر، الجزائر. الموجز في تاريخ الجزائر، دار الطليعة للطباعة والنشر، 1965م.

## التحقيقات
- محمد الصالح العنتري، فريدة منسية في حال دخول الترك بلد قسنطينة واستلائهم على أوطانها أو تاريخ قسنطينة، مراجعة وتقديم وتعليق يحيى بوعزيز. ديوان المطبوعات الجامعية، الجزائر، 1991م.
- الآغا المزاري بن عودة، طلوع سعد السعود في أخبار وهران والجزائر وإسبانيا وفرنسا إلى اواخر القرن التاسع عشر. تحقيق ودراسة يحيى بوعزيز. 1410 /1990 م.

## المقالات
- الدور الديني والسياسي للطرق الصوفية بالجزائر. مجلة الحضارة الإسلامية، عدد 2، أبريل 1996 م، وهران.
- وثائق جديدة عن موقف الأمير عبد القادر والدولة العثمانية من الثوار المقرانيين عام 1871 م، مجلة الثقافة، عدد 39، جوان-جويلية 1977 م، صص. 11 ـ.24
- موقف الرسميين التونسيين من الصبايحية والكلبوتي. مجلة الأصالة، عدد 60، 1987 م، صص. 222 ـ 233.
- أفضال الزيتونة على المسيرة الثقافية والعلمية والتربويّة بالجزائر. مجلّة الهداية، تونس، عدد (152) رمضان ـ شوّال 1423 / نوفمبر ـ ديسمبر 2002 م.